# 北小島
25°43′55″N 123°32′26″E / 25.73194°N 123.54056°E
北小島又被稱作大鳥島，在日本亦稱呼為北小島（日语：／ Kita-kojima），是位於臺灣東北方島鏈釣魚臺列嶼東側的荒島。其中北小島因為有許多鳥類棲息而又被稱作「大鳥島」，並且常與南小島合稱為「橄欖山」、「薛坡蘭」或者是「黃茅嶼」。在2012年1月16日日本政府開始劃定自身專屬經濟區邊界的參考點後，於同年3月2日時也將釣魚臺北方的島礁、赤尾嶼北方的島礁和黃尾嶼北方的島礁皆命名為北小島。但對於日本堅持將北小島視為其實際統治領土的主張，中華人民共和國與中華民國則多次表示自身才擁有領土的主權。北小島與南小島之間相隔長約150公尺、寬約200公尺的橄榄门海峽，而過去在東海風浪大時臺灣漁民往往會選擇將船隻駛於此以躲避風浪。北小岛岛上主要地形包括有135公尺高的狮峰与鹰峰，以及莲花石和孔明石等景觀。

## 歷史
1895年1月14日，日本政府以無主地先佔原則宣布正式將釣魚臺以及周遭的島嶼納入沖繩縣管理範圍，而這也包括作為釣魚臺列嶼之一的南小島。同年4月17日，於甲午戰爭中戰敗的大清帝國和大日本帝國簽訂《馬關條約》，清朝割讓福建臺灣省含其附屬島嶼給與日本，中國政府主張釣魚台列嶼包含在該條約中被割讓的附屬島嶼。
1896年時，古賀辰四郎向日本政府免費租借釣魚臺、黃尾嶼、北小島和南小島，並且雙方同意在租借30年後改以付費的方式繼續出借土地。然而1932年7月15日，古賀辰四郎的兒子古賀善次便向日本政府提議繼續購買北小島和南小島等土地，而更早之前還付費買下了釣魚臺和黃尾嶼。
1945年第二次世界大戰正式宣告結束後，美國於1946年2月2日開始對北緯30度以下的日本領土實施軍事統治。而在1952年4月28日《舊金山和約》正式生效以後，北小島則改歸琉球政府進行管理。在1970年7月時，琉球政府開始於釣魚臺、黃尾嶼、赤尾嶼、北小島和南小島等釣魚臺列嶼的島嶼上架設禁止非法登陸的警告牌。1972年5月15日時，美國決定連同琉球群島以及釣魚臺列嶼都歸還給日本政府進行管理。然而在美國決定將釣魚臺列嶼移交給日本並且讓後者展開實際統治後，這一項決定馬上促使得中華人民共和國與中華民國紛紛主張包含北小島在內的島嶼皆為中國固有的領土；其中中華人民共和國和中華民國政府皆表示日本必須歸還因為《馬關條約》而被割讓的釣魚臺列嶼，但是對此要求日本政府則認為釣魚臺列嶼本身並不存在有主權爭議。
在1996年時，日本右翼政治團體日本青年社則派人前往北小島建設簡易燈塔。而根據統計在2002年到2012年期間，日本總務省每年花費150萬日圓來向日本政府認定的島嶼所有人栗原弘行一家持續承租北小島的土地使用權。不過到了2012年9月11日，日本行政機關向其認定的釣魚臺、北小島以及南小島的民間地主以20億5千萬日圓的價錢收購土地，這也意味著日本政府透過所有權轉移登記的方式將釣魚臺等島嶼的地位國有化。但儘管日本政府已經將北小島列為國有財產，但為了維護島嶼的平穏和安定使得日本政府嚴格禁止石垣市同意他人對島嶼進行測量或者開發，而一般大眾仍然必須事先獲得許可才能夠登陸島嶼。而雖然在這次事件之中日本政府並未向其認定的擁有者購買黃尾嶼等島嶼，然而這項將爭議性領土「國有化」的舉動亦引起中國大陸和臺灣對於釣魚臺議題的嚴重反彈。

## 地理
北小島其相對位置位在西表島北方約160公里、釣魚臺列嶼主島釣魚臺東南東方約5公里處，而絕對位置則為北緯25度43.6分、東經123度32.3分左右。整個島嶼寬約540公尺、長約880公尺、海岸線長約3.5公里，而面積則有0.31平方公里。北小島周边包括有鸟巢岛、鸟卵岛、小鸟岛等若干小岛礁，並且在南邊隔著寬度約200公尺的橄欖門與南小島的拳头岭相望。兩者之間的橄榄门海峽長約150公尺，過去在東海遭遇較強風浪時臺灣漁民多會將船隻駛於此水道以躲避風浪。北小島最高峰為位於南部、海拔高度135公尺的狮峰，而第二高峰則為位於中部偏北的鹰峰，其他較高處還有孔明石以及莲花石。北小島島嶼上棲息著各種鳥類，高良鐵夫在1953年8月發現北小島附近海域有大量出被列為瀕危物種的短尾信天翁，而在2002年時也有報告指短尾信天翁開始於島嶼上繁殖。1970年12月10日，九州、長崎大学合同学術調査團也在北小島發現數隻黑腳信天翁。

## 外部連結
- （繁體中文） 釣魚臺列嶼簡介
- （日語） http://watchizu.gsi.go.jp/watchizu.html?b=254337&l=1233246（页面存档备份，存于）